# Sophronica nigroapicalis
Sophronica nigroapicalis là một loài bọ cánh cứng trong họ Cerambycidae.